# Liste des planètes mineures (664001-665000)
Voici la liste des planètes mineures numérotées de 664001 à 665000. Les planètes mineures sont numérotées lorsque leur orbite est confirmée, ce qui peut parfois se produire longtemps après leur découverte. Elles sont classées ici par leur numéro.

## Planètes mineures 664001 à 665000
- (664001) 2008 BP57
- (664002) 2008 BN59
- (664003) 2008 CV7
- (664004) 2008 CX20
- (664005) 2008 CP35
- (664006) 2008 CW40
- (664007) 2008 CK52
- (664008) 2008 CJ55
- (664009) 2008 CK62
- (664010) 2008 CW68
- (664011) 2008 CC77
- (664012) 2008 CC81
- (664013) 2008 CY93
- (664014) 2008 CY95
- (664015) 2008 CY96
- (664016) 2008 CK99
- (664017) 2008 CQ104
- (664018) 2008 CX104
- (664019) 2008 CE106
- (664020) 2008 CB109
- (664021) 2008 CG113
- (664022) 2008 CE114
- (664023) 2008 CD115
- (664024) 2008 CQ115
- (664025) 2008 CA123
- (664026) 2008 CH123
- (664027) 2008 CX128
- (664028) 2008 CC129
- (664029) 2008 CQ132
- (664030) 2008 CO133
- (664031) 2008 CM134
- (664032) 2008 CT136
- (664033) 2008 CL145
- (664034) 2008 CM146
- (664035) 2008 CD148
- (664036) 2008 CH148
- (664037) 2008 CD151
- (664038) 2008 CR151
- (664039) 2008 CC152
- (664040) 2008 CK155
- (664041) 2008 CC164
- (664042) 2008 CD170
- (664043) 2008 CF171
- (664044) 2008 CC173
- (664045) 2008 CO174
- (664046) 2008 CA175
- (664047) 2008 CH184
- (664048) 2008 CC189
- (664049) 2008 CF190
- (664050) 2008 CN211
- (664051) 2008 CQ214
- (664052) 2008 CE217
- (664053) 2008 CT218
- (664054) 2008 CG222
- (664055) 2008 CR223
- (664056) 2008 CA224
- (664057) 2008 CJ224
- (664058) 2008 CM224
- (664059) 2008 CX224
- (664060) 2008 CA225
- (664061) 2008 CW226
- (664062) 2008 CC228
- (664063) 2008 CS228
- (664064) 2008 CX228
- (664065) 2008 CM232
- (664066) 2008 CO233
- (664067) 2008 CR233
- (664068) 2008 CD236
- (664069) 2008 CG238
- (664070) 2008 CL238
- (664071) 2008 CR238
- (664072) 2008 CJ239
- (664073) 2008 CJ240
- (664074) 2008 CH244
- (664075) 2008 CO245
- (664076) 2008 CC246
- (664077) 2008 CH250
- (664078) 2008 DL5
- (664079) 2008 DL14
- (664080) 2008 DN14
- (664081) 2008 DR26
- (664082) 2008 DM35
- (664083) 2008 DZ41
- (664084) 2008 DN42
- (664085) 2008 DK43
- (664086) 2008 DD45
- (664087) 2008 DF46
- (664088) 2008 DZ50
- (664089) 2008 DM51
- (664090) 2008 DZ53
- (664091) 2008 DL60
- (664092) 2008 DS61
- (664093) 2008 DX62
- (664094) 2008 DZ63
- (664095) 2008 DF67
- (664096) 2008 DX70
- (664097) 2008 DV72
- (664098) 2008 DM75
- (664099) 2008 DE86
- (664100) 2008 DM90
- (664101) 2008 DJ93
- (664102) 2008 DR93
- (664103) 2008 DH94
- (664104) 2008 DM96
- (664105) 2008 DJ98
- (664106) 2008 EV2
- (664107) 2008 EC4
- (664108) 2008 EQ4
- (664109) 2008 EP8
- (664110) 2008 EF10
- (664111) 2008 ER17
- (664112) 2008 EO18
- (664113) 2008 EZ25
- (664114) 2008 EX27
- (664115) 2008 EZ29
- (664116) 2008 EB30
- (664117) 2008 EW42
- (664118) 2008 EG44
- (664119) 2008 EY48
- (664120) 2008 EQ53
- (664121) 2008 EK57
- (664122) 2008 EO67
- (664123) 2008 EU70
- (664124) 2008 EW76
- (664125) 2008 EH98
- (664126) 2008 EN102
- (664127) 2008 EX106
- (664128) 2008 EU115
- (664129) 2008 EZ126
- (664130) 2008 EM131
- (664131) 2008 ES135
- (664132) 2008 EV135
- (664133) 2008 EJ138
- (664134) 2008 EG141
- (664135) 2008 EJ141
- (664136) Tercu
- (664137) 2008 EE157
- (664138) 2008 ER163
- (664139) 2008 EQ171
- (664140) 2008 EQ172
- (664141) 2008 EZ172
- (664142) 2008 EG173
- (664143) 2008 EU173
- (664144) 2008 EK174
- (664145) 2008 EG176
- (664146) 2008 EP176
- (664147) 2008 EU179
- (664148) 2008 EW179
- (664149) 2008 EW180
- (664150) 2008 EV181
- (664151) 2008 EL182
- (664152) 2008 EO182
- (664153) 2008 EL185
- (664154) 2008 EX185
- (664155) 2008 EF187
- (664156) 2008 EU188
- (664157) 2008 EW188
- (664158) 2008 EE190
- (664159) 2008 EX190
- (664160) 2008 EV191
- (664161) 2008 EH193
- (664162) 2008 EP193
- (664163) 2008 EQ194
- (664164) 2008 EO196
- (664165) 2008 FR
- (664166) 2008 FY3
- (664167) 2008 FS5
- (664168) 2008 FW7
- (664169) 2008 FZ8
- (664170) 2008 FD9
- (664171) 2008 FZ11
- (664172) 2008 FZ17
- (664173) 2008 FX18
- (664174) 2008 FZ19
- (664175) 2008 FS22
- (664176) 2008 FU23
- (664177) 2008 FK35
- (664178) 2008 FF37
- (664179) 2008 FU40
- (664180) 2008 FW43
- (664181) 2008 FF44
- (664182) 2008 FT48
- (664183) 2008 FV56
- (664184) 2008 FV57
- (664185) 2008 FD65
- (664186) 2008 FJ66
- (664187) 2008 FB69
- (664188) 2008 FY72
- (664189) 2008 FN74
- (664190) 2008 FK78
- (664191) 2008 FM84
- (664192) 2008 FD85
- (664193) 2008 FP85
- (664194) 2008 FZ91
- (664195) 2008 FH97
- (664196) 2008 FG98
- (664197) 2008 FP99
- (664198) 2008 FE108
- (664199) 2008 FB110
- (664200) 2008 FE110
- (664201) 2008 FA115
- (664202) 2008 FU115
- (664203) 2008 FM119
- (664204) 2008 FG120
- (664205) 2008 FU132
- (664206) 2008 FY138
- (664207) 2008 FL139
- (664208) 2008 FE140
- (664209) 2008 FG140
- (664210) 2008 FH140
- (664211) 2008 FK140
- (664212) 2008 FR140
- (664213) 2008 FV140
- (664214) 2008 FH142
- (664215) 2008 FR142
- (664216) 2008 FZ143
- (664217) 2008 FB144
- (664218) 2008 FV144
- (664219) 2008 FK145
- (664220) 2008 GV3
- (664221) 2008 GU11
- (664222) 2008 GB14
- (664223) 2008 GU18
- (664224) 2008 GW19
- (664225) 2008 GH21
- (664226) 2008 GW21
- (664227) 2008 GN25
- (664228) 2008 GY25
- (664229) 2008 GF29
- (664230) 2008 GF30
- (664231) 2008 GQ33
- (664232) 2008 GT35
- (664233) 2008 GD37
- (664234) 2008 GN41
- (664235) 2008 GC42
- (664236) 2008 GO43
- (664237) 2008 GT47
- (664238) 2008 GS53
- (664239) 2008 GY53
- (664240) 2008 GA54
- (664241) 2008 GC56
- (664242) 2008 GO57
- (664243) 2008 GR57
- (664244) 2008 GW57
- (664245) 2008 GZ60
- (664246) 2008 GB66
- (664247) 2008 GZ67
- (664248) 2008 GC71
- (664249) 2008 GG71
- (664250) 2008 GJ78
- (664251) 2008 GD82
- (664252) 2008 GQ85
- (664253) 2008 GX91
- (664254) 2008 GX103
- (664255) 2008 GW115
- (664256) 2008 GR117
- (664257) 2008 GM121
- (664258) 2008 GL124
- (664259) 2008 GQ125
- (664260) 2008 GU125
- (664261) 2008 GH126
- (664262) 2008 GR127
- (664263) 2008 GK136
- (664264) 2008 GS136
- (664265) 2008 GL137
- (664266) 2008 GO137
- (664267) 2008 GO138
- (664268) 2008 GC139
- (664269) 2008 GP139
- (664270) 2008 GB141
- (664271) 2008 GN147
- (664272) 2008 GO148
- (664273) 2008 GL149
- (664274) 2008 GX149
- (664275) 2008 GA150
- (664276) 2008 GJ150
- (664277) 2008 GQ150
- (664278) 2008 GR150
- (664279) 2008 GY150
- (664280) 2008 GR151
- (664281) 2008 GU151
- (664282) 2008 GX151
- (664283) 2008 GS152
- (664284) 2008 GL153
- (664285) 2008 GU157
- (664286) 2008 GM158
- (664287) 2008 GO159
- (664288) 2008 GW159
- (664289) 2008 GS160
- (664290) 2008 GW160
- (664291) 2008 GE161
- (664292) 2008 GM161
- (664293) 2008 GS162
- (664294) 2008 GR163
- (664295) 2008 GT163
- (664296) 2008 GC165
- (664297) 2008 GE165
- (664298) 2008 GQ165
- (664299) 2008 GL166
- (664300) 2008 GB168
- (664301) 2008 GM172
- (664302) 2008 GT172
- (664303) 2008 GW174
- (664304) 2008 GU175
- (664305) 2008 GA176
- (664306) 2008 GN177
- (664307) 2008 GB178
- (664308) 2008 HX2
- (664309) 2008 HC7
- (664310) 2008 HH8
- (664311) 2008 HF16
- (664312) 2008 HH20
- (664313) 2008 HG23
- (664314) 2008 HA24
- (664315) 2008 HQ26
- (664316) 2008 HR26
- (664317) 2008 HV26
- (664318) 2008 HX28
- (664319) 2008 HT29
- (664320) 2008 HW31
- (664321) 2008 HJ32
- (664322) 2008 HT37
- (664323) 2008 HU38
- (664324) 2008 HM42
- (664325) 2008 HP43
- (664326) 2008 HT48
- (664327) 2008 HC53
- (664328) 2008 HN54
- (664329) 2008 HP59
- (664330) 2008 HW59
- (664331) 2008 HV62
- (664332) 2008 HP64
- (664333) 2008 HL71
- (664334) 2008 HW71
- (664335) 2008 HZ71
- (664336) 2008 HM72
- (664337) 2008 HY73
- (664338) 2008 HA74
- (664339) 2008 HG74
- (664340) 2008 HA75
- (664341) 2008 HP75
- (664342) 2008 HU75
- (664343) 2008 HG76
- (664344) 2008 HE77
- (664345) 2008 HM77
- (664346) 2008 JQ19
- (664347) 2008 JA22
- (664348) 2008 JV27
- (664349) 2008 JG32
- (664350) 2008 JF34
- (664351) 2008 JA35
- (664352) 2008 JQ37
- (664353) 2008 JJ38
- (664354) 2008 JL42
- (664355) 2008 JX42
- (664356) 2008 JW45
- (664357) 2008 JO46
- (664358) 2008 JG47
- (664359) 2008 JN47
- (664360) 2008 JY47
- (664361) 2008 JT48
- (664362) 2008 JN50
- (664363) 2008 JB52
- (664364) 2008 JP52
- (664365) 2008 JY52
- (664366) 2008 KV
- (664367) 2008 KD3
- (664368) 2008 KR4
- (664369) 2008 KJ5
- (664370) 2008 KP11
- (664371) 2008 KW11
- (664372) 2008 KC25
- (664373) 2008 KG33
- (664374) 2008 KB34
- (664375) 2008 KJ35
- (664376) 2008 KV37
- (664377) 2008 KF39
- (664378) 2008 KD42
- (664379) 2008 KZ43
- (664380) 2008 KY44
- (664381) 2008 KA45
- (664382) 2008 KT45
- (664383) 2008 KK46
- (664384) 2008 KA47
- (664385) 2008 KT48
- (664386) 2008 LV3
- (664387) 2008 LW3
- (664388) 2008 LK4
- (664389) 2008 LY5
- (664390) 2008 LV6
- (664391) 2008 LW7
- (664392) 2008 LQ11
- (664393) 2008 LJ13
- (664394) 2008 LW15
- (664395) 2008 LN18
- (664396) 2008 LO18
- (664397) 2008 LR18
- (664398) 2008 LS18
- (664399) 2008 LA19
- (664400) 2008 LD19
- (664401) 2008 LW19
- (664402) 2008 LZ19
- (664403) 2008 LS20
- (664404) 2008 LU20
- (664405) 2008 LV20
- (664406) 2008 ML1
- (664407) 2008 MW1
- (664408) 2008 MT4
- (664409) 2008 MW5
- (664410) 2008 NL1
- (664411) 2008 NM4
- (664412) 2008 NJ5
- (664413) 2008 OX
- (664414) 2008 OF7
- (664415) 2008 OO7
- (664416) 2008 OL12
- (664417) 2008 OR12
- (664418) 2008 ON14
- (664419) 2008 ON17
- (664420) 2008 OV19
- (664421) 2008 OG22
- (664422) 2008 OL24
- (664423) 2008 OP26
- (664424) 2008 OY26
- (664425) 2008 OX28
- (664426) 2008 OT29
- (664427) 2008 OZ29
- (664428) 2008 OO30
- (664429) 2008 OX30
- (664430) 2008 OS32
- (664431) 2008 PN
- (664432) 2008 PX
- (664433) 2008 PN1
- (664434) 2008 PM4
- (664435) 2008 PA6
- (664436) 2008 PB7
- (664437) 2008 PZ8
- (664438) 2008 PC11
- (664439) 2008 PK11
- (664440) 2008 PO17
- (664441) 2008 PX22
- (664442) 2008 PB23
- (664443) 2008 PF24
- (664444) 2008 QT2
- (664445) 2008 QC6
- (664446) 2008 QX6
- (664447) 2008 QZ9
- (664448) 2008 QY13
- (664449) 2008 QC14
- (664450) 2008 QD15
- (664451) 2008 QG15
- (664452) 2008 QY15
- (664453) 2008 QC17
- (664454) 2008 QA18
- (664455) 2008 QT18
- (664456) 2008 QD22
- (664457) 2008 QO27
- (664458) 2008 QD28
- (664459) 2008 QM29
- (664460) 2008 QW29
- (664461) 2008 QG31
- (664462) 2008 QQ39
- (664463) 2008 QE43
- (664464) 2008 QS44
- (664465) 2008 QD47
- (664466) 2008 QC49
- (664467) 2008 QC50
- (664468) 2008 RG
- (664469) 2008 RY8
- (664470) 2008 RY10
- (664471) 2008 RF12
- (664472) 2008 RT20
- (664473) 2008 RY21
- (664474) 2008 RS25
- (664475) 2008 RQ26
- (664476) 2008 RF29
- (664477) 2008 RK35
- (664478) 2008 RX39
- (664479) 2008 RP44
- (664480) 2008 RQ46
- (664481) 2008 RJ48
- (664482) 2008 RW49
- (664483) 2008 RU53
- (664484) 2008 RZ53
- (664485) 2008 RX54
- (664486) 2008 RT60
- (664487) 2008 RG65
- (664488) 2008 RC66
- (664489) 2008 RZ66
- (664490) 2008 RM73
- (664491) 2008 RQ80
- (664492) 2008 RY83
- (664493) 2008 RJ84
- (664494) 2008 RA90
- (664495) 2008 RK91
- (664496) 2008 RB108
- (664497) 2008 RP110
- (664498) 2008 RC111
- (664499) 2008 RY115
- (664500) 2008 RA126
- (664501) 2008 RC134
- (664502) 2008 RJ139
- (664503) 2008 RM143
- (664504) 2008 RB145
- (664505) 2008 RU145
- (664506) 2008 RN147
- (664507) 2008 RS147
- (664508) 2008 RL148
- (664509) 2008 RO149
- (664510) 2008 RV149
- (664511) 2008 RK150
- (664512) 2008 RT150
- (664513) 2008 RJ151
- (664514) 2008 RL151
- (664515) 2008 RU151
- (664516) 2008 RB152
- (664517) 2008 RN152
- (664518) 2008 RH155
- (664519) 2008 RK156
- (664520) 2008 RF157
- (664521) 2008 RW160
- (664522) 2008 RN161
- (664523) 2008 RG162
- (664524) 2008 RB167
- (664525) 2008 RF169
- (664526) 2008 RH169
- (664527) 2008 RO169
- (664528) 2008 RD170
- (664529) 2008 RR170
- (664530) 2008 RE171
- (664531) 2008 RL179
- (664532) 2008 SG
- (664533) 2008 SS1
- (664534) 2008 SD2
- (664535) 2008 SS4
- (664536) 2008 SD8
- (664537) 2008 SJ9
- (664538) 2008 SD11
- (664539) 2008 SR18
- (664540) 2008 SC19
- (664541) 2008 SB20
- (664542) 2008 ST20
- (664543) 2008 SN26
- (664544) 2008 SR27
- (664545) 2008 SH37
- (664546) 2008 SA38
- (664547) 2008 SQ40
- (664548) 2008 SA44
- (664549) 2008 SN44
- (664550) 2008 SF45
- (664551) 2008 ST47
- (664552) 2008 SW49
- (664553) 2008 SM50
- (664554) 2008 SL51
- (664555) 2008 SB54
- (664556) 2008 SF54
- (664557) 2008 SK54
- (664558) 2008 SY55
- (664559) 2008 SS57
- (664560) 2008 SN58
- (664561) 2008 SV61
- (664562) 2008 ST62
- (664563) 2008 SP64
- (664564) 2008 SS68
- (664565) 2008 SV70
- (664566) 2008 SW70
- (664567) 2008 SE74
- (664568) 2008 SZ75
- (664569) 2008 SP76
- (664570) 2008 SQ76
- (664571) 2008 SZ78
- (664572) 2008 SB79
- (664573) 2008 SZ85
- (664574) 2008 SB94
- (664575) 2008 SW94
- (664576) 2008 SF95
- (664577) 2008 SJ95
- (664578) 2008 SH97
- (664579) 2008 SF99
- (664580) 2008 SS104
- (664581) 2008 SE107
- (664582) 2008 SK107
- (664583) 2008 SZ107
- (664584) 2008 SS109
- (664585) 2008 SF111
- (664586) 2008 SY112
- (664587) 2008 SB113
- (664588) 2008 SD113
- (664589) 2008 SZ118
- (664590) 2008 SL123
- (664591) 2008 SA124
- (664592) 2008 SH126
- (664593) 2008 SU126
- (664594) 2008 SY130
- (664595) 2008 SM135
- (664596) 2008 SO135
- (664597) 2008 SU137
- (664598) 2008 SM144
- (664599) 2008 SF147
- (664600) 2008 SM149
- (664601) 2008 SL151
- (664602) 2008 SB154
- (664603) 2008 SG158
- (664604) 2008 SR164
- (664605) 2008 SH165
- (664606) 2008 SN167
- (664607) 2008 SU169
- (664608) 2008 SX169
- (664609) 2008 SK178
- (664610) 2008 SM181
- (664611) 2008 SF186
- (664612) 2008 SK186
- (664613) 2008 SD194
- (664614) 2008 SS194
- (664615) 2008 SO196
- (664616) 2008 SV199
- (664617) 2008 SN203
- (664618) 2008 SD206
- (664619) 2008 SG210
- (664620) 2008 ST214
- (664621) 2008 SF217
- (664622) 2008 SV217
- (664623) 2008 SZ218
- (664624) 2008 SS219
- (664625) 2008 SD222
- (664626) 2008 SU222
- (664627) 2008 SV230
- (664628) 2008 SF232
- (664629) 2008 SW233
- (664630) 2008 SF234
- (664631) 2008 SD237
- (664632) 2008 SP244
- (664633) 2008 SK245
- (664634) 2008 SN245
- (664635) 2008 SB255
- (664636) 2008 SZ255
- (664637) 2008 SG256
- (664638) 2008 SS259
- (664639) 2008 SC263
- (664640) 2008 SY263
- (664641) 2008 SH266
- (664642) 2008 SJ267
- (664643) 2008 SE275
- (664644) 2008 SV277
- (664645) 2008 SA280
- (664646) 2008 SM281
- (664647) 2008 SJ282
- (664648) 2008 SY286
- (664649) 2008 SR292
- (664650) 2008 SV297
- (664651) 2008 SY302
- (664652) 2008 SZ308
- (664653) 2008 SM310
- (664654) 2008 SY311
- (664655) 2008 SA315
- (664656) 2008 SC315
- (664657) 2008 SE315
- (664658) 2008 SG315
- (664659) 2008 SJ315
- (664660) 2008 SQ315
- (664661) 2008 SV315
- (664662) 2008 SH316
- (664663) 2008 ST316
- (664664) 2008 SR317
- (664665) 2008 SM320
- (664666) 2008 SF322
- (664667) 2008 SM324
- (664668) 2008 SQ324
- (664669) 2008 SD326
- (664670) 2008 SE327
- (664671) 2008 SN327
- (664672) 2008 SB328
- (664673) 2008 SE332
- (664674) 2008 SD333
- (664675) 2008 SG334
- (664676) 2008 SR336
- (664677) 2008 SS338
- (664678) 2008 SN340
- (664679) 2008 SX340
- (664680) 2008 SD342
- (664681) 2008 SS342
- (664682) 2008 SJ345
- (664683) 2008 SG351
- (664684) 2008 SM351
- (664685) 2008 SA353
- (664686) 2008 SY353
- (664687) 2008 SC354
- (664688) 2008 SB357
- (664689) 2008 SH357
- (664690) 2008 TO
- (664691) 2008 TV4
- (664692) 2008 TV5
- (664693) 2008 TU6
- (664694) 2008 TG9
- (664695) 2008 TC22
- (664696) 2008 TU23
- (664697) 2008 TE25
- (664698) 2008 TL30
- (664699) 2008 TB33
- (664700) 2008 TW40
- (664701) 2008 TP41
- (664702) 2008 TF42
- (664703) 2008 TZ48
- (664704) 2008 TO50
- (664705) 2008 TX51
- (664706) 2008 TA55
- (664707) 2008 TA57
- (664708) 2008 TL60
- (664709) 2008 TB64
- (664710) 2008 TE68
- (664711) 2008 TY69
- (664712) 2008 TB74
- (664713) 2008 TV75
- (664714) 2008 TZ76
- (664715) 2008 TB80
- (664716) 2008 TX80
- (664717) 2008 TB81
- (664718) 2008 TY82
- (664719) 2008 TG88
- (664720) 2008 TD95
- (664721) 2008 TC96
- (664722) 2008 TK97
- (664723) 2008 TG98
- (664724) 2008 TH98
- (664725) 2008 TT99
- (664726) 2008 TC102
- (664727) 2008 TY114
- (664728) 2008 TP116
- (664729) 2008 TL123
- (664730) 2008 TF125
- (664731) 2008 TJ128
- (664732) 2008 TF133
- (664733) 2008 TP134
- (664734) 2008 TS134
- (664735) 2008 TF137
- (664736) 2008 TG137
- (664737) 2008 TN138
- (664738) 2008 TE139
- (664739) 2008 TV142
- (664740) 2008 TY142
- (664741) 2008 TK146
- (664742) 2008 TM149
- (664743) 2008 TC153
- (664744) 2008 TB154
- (664745) 2008 TZ154
- (664746) 2008 TX155
- (664747) 2008 TK158
- (664748) 2008 TR163
- (664749) 2008 TH171
- (664750) 2008 TD178
- (664751) 2008 TV179
- (664752) 2008 TM180
- (664753) 2008 TE182
- (664754) 2008 TW185
- (664755) 2008 TO190
- (664756) 2008 TM192
- (664757) 2008 TZ193
- (664758) 2008 TN194
- (664759) 2008 TB196
- (664760) 2008 TE196
- (664761) 2008 TG196
- (664762) 2008 TP196
- (664763) 2008 TS197
- (664764) 2008 TR198
- (664765) 2008 TN199
- (664766) 2008 TO199
- (664767) 2008 TP199
- (664768) 2008 TR199
- (664769) 2008 TU199
- (664770) 2008 TX200
- (664771) 2008 TR201
- (664772) 2008 TU206
- (664773) 2008 TR208
- (664774) 2008 TQ209
- (664775) 2008 TN210
- (664776) 2008 TJ211
- (664777) 2008 TB217
- (664778) 2008 TS217
- (664779) 2008 TD219
- (664780) 2008 TD220
- (664781) 2008 TF220
- (664782) 2008 TH220
- (664783) 2008 TN222
- (664784) 2008 TY222
- (664785) 2008 TH227
- (664786) 2008 TO227
- (664787) 2008 TQ227
- (664788) 2008 TC229
- (664789) 2008 TO230
- (664790) 2008 UR5
- (664791) 2008 US12
- (664792) 2008 UW12
- (664793) 2008 UM16
- (664794) 2008 UT21
- (664795) 2008 UC24
- (664796) 2008 UK24
- (664797) 2008 UD27
- (664798) 2008 UO27
- (664799) 2008 UZ31
- (664800) 2008 UY32
- (664801) 2008 UU35
- (664802) 2008 UJ38
- (664803) 2008 UX38
- (664804) 2008 UD47
- (664805) 2008 UF48
- (664806) 2008 UA57
- (664807) 2008 UD57
- (664808) 2008 UN57
- (664809) 2008 UX59
- (664810) 2008 UF65
- (664811) 2008 UH67
- (664812) 2008 UW67
- (664813) 2008 US77
- (664814) 2008 UV77
- (664815) 2008 UE81
- (664816) 2008 UJ81
- (664817) 2008 US95
- (664818) 2008 UJ97
- (664819) 2008 UX97
- (664820) 2008 UL99
- (664821) 2008 UK103
- (664822) 2008 UM107
- (664823) 2008 UC110
- (664824) 2008 UD115
- (664825) 2008 UQ115
- (664826) 2008 UX115
- (664827) 2008 UG123
- (664828) 2008 UR124
- (664829) 2008 US138
- (664830) 2008 UV138
- (664831) 2008 US150
- (664832) 2008 UH160
- (664833) 2008 UM170
- (664834) 2008 US170
- (664835) 2008 UN172
- (664836) 2008 UR172
- (664837) 2008 UZ176
- (664838) 2008 UY178
- (664839) 2008 UP179
- (664840) 2008 US180
- (664841) 2008 UA181
- (664842) 2008 UP183
- (664843) 2008 UG190
- (664844) 2008 UU192
- (664845) 2008 UF195
- (664846) 2008 UH200
- (664847) 2008 UK200
- (664848) 2008 UA205
- (664849) 2008 UR208
- (664850) 2008 UK212
- (664851) 2008 UZ214
- (664852) 2008 UU216
- (664853) 2008 UP217
- (664854) 2008 UG218
- (664855) 2008 UC222
- (664856) 2008 UO222
- (664857) 2008 UE225
- (664858) 2008 UG227
- (664859) 2008 UF228
- (664860) 2008 UM231
- (664861) 2008 UN233
- (664862) 2008 US233
- (664863) 2008 UW233
- (664864) 2008 UX239
- (664865) 2008 UK246
- (664866) 2008 UM246
- (664867) 2008 UW246
- (664868) 2008 UA247
- (664869) 2008 UG254
- (664870) 2008 UC258
- (664871) 2008 UD266
- (664872) 2008 UO271
- (664873) 2008 US271
- (664874) 2008 UY271
- (664875) 2008 UD275
- (664876) 2008 UR281
- (664877) 2008 UG285
- (664878) 2008 UH285
- (664879) 2008 UH286
- (664880) 2008 UF290
- (664881) 2008 UE291
- (664882) 2008 UP291
- (664883) 2008 UD293
- (664884) 2008 UV298
- (664885) 2008 UJ306
- (664886) 2008 UU306
- (664887) 2008 UH308
- (664888) 2008 UT310
- (664889) 2008 UR318
- (664890) 2008 UF323
- (664891) 2008 UU324
- (664892) 2008 UP327
- (664893) 2008 UT327
- (664894) 2008 UD333
- (664895) 2008 UE339
- (664896) 2008 UJ342
- (664897) 2008 UK343
- (664898) 2008 UR351
- (664899) 2008 UX354
- (664900) 2008 UK356
- (664901) 2008 UA357
- (664902) 2008 UR363
- (664903) 2008 UV366
- (664904) 2008 UW367
- (664905) 2008 UH372
- (664906) 2008 UK373
- (664907) 2008 UB376
- (664908) 2008 UC376
- (664909) 2008 UH376
- (664910) 2008 UN376
- (664911) 2008 UV376
- (664912) 2008 UA377
- (664913) 2008 UH377
- (664914) 2008 UJ377
- (664915) 2008 UL377
- (664916) 2008 UB378
- (664917) 2008 UJ378
- (664918) 2008 UX378
- (664919) 2008 UB379
- (664920) 2008 UV379
- (664921) 2008 UA380
- (664922) 2008 UD380
- (664923) 2008 UP380
- (664924) 2008 UX381
- (664925) 2008 UL382
- (664926) 2008 UM382
- (664927) 2008 UY382
- (664928) 2008 UC384
- (664929) 2008 UD384
- (664930) 2008 US384
- (664931) 2008 UY385
- (664932) 2008 UM387
- (664933) 2008 UP387
- (664934) 2008 UE388
- (664935) 2008 UF388
- (664936) 2008 UJ388
- (664937) 2008 UQ389
- (664938) 2008 UA390
- (664939) 2008 UL390
- (664940) 2008 UE391
- (664941) 2008 UC392
- (664942) 2008 UU392
- (664943) 2008 UG393
- (664944) 2008 UP393
- (664945) 2008 UZ395
- (664946) 2008 UT397
- (664947) 2008 US399
- (664948) 2008 UX401
- (664949) 2008 UM404
- (664950) 2008 UA410
- (664951) 2008 UA411
- (664952) 2008 UZ411
- (664953) 2008 UW413
- (664954) 2008 UD414
- (664955) 2008 UO414
- (664956) 2008 VK5
- (664957) 2008 VC6
- (664958) 2008 VT8
- (664959) 2008 VG13
- (664960) 2008 VG20
- (664961) 2008 VR30
- (664962) 2008 VF32
- (664963) 2008 VG33
- (664964) 2008 VY36
- (664965) 2008 VZ41
- (664966) 2008 VZ46
- (664967) 2008 VA49
- (664968) 2008 VT51
- (664969) 2008 VB61
- (664970) 2008 VW61
- (664971) 2008 VW62
- (664972) 2008 VR63
- (664973) 2008 VY66
- (664974) 2008 VG74
- (664975) 2008 VF82
- (664976) 2008 VZ82
- (664977) 2008 VC83
- (664978) 2008 VH83
- (664979) 2008 VL83
- (664980) 2008 VA84
- (664981) 2008 VE84
- (664982) 2008 VZ84
- (664983) 2008 VB85
- (664984) 2008 VV86
- (664985) 2008 VQ87
- (664986) 2008 VM89
- (664987) 2008 VT91
- (664988) 2008 VS92
- (664989) 2008 VU94
- (664990) 2008 VD95
- (664991) 2008 VZ95
- (664992) 2008 VY97
- (664993) 2008 VN98
- (664994) 2008 VT98
- (664995) 2008 VH99
- (664996) 2008 VN105
- (664997) 2008 VD109
- (664998) 2008 WG
- (664999) 2008 WW3
- (665000) 2008 WX3